# Left Spine Down
Left Spine Down (abreviado como LSD) es una banda originaria de Vancouver, Columbia Británica, Canadá, formada en el año 2003 cuyo género es una mezcla que ellos hacen llamar Cyberpunk, coformada por mixtura de rock industrial, metal, punk y drum & bass. En la banda se encuentran Jeremy Inkel, de Front Line Assembly, y Denyss McKnight, baterista de la banda The Black Halos. 
La banda había lanzado por su cuenta su primer álbum Smartbomb EP. El sencillo fue producido por Chris Peterson, de Front Line Assemblly y Noise Unit. Su primer álbum llamado Fighting for Voltage, fue lanzado en abril de 2008 por Synthetic Sounds en Canadá, además de que le siguió una gira por el mismo país. Bit Riot Records tomo los derechos para lanzar el álbum en Estados Unidos, cuya fecha de lanzamiento fue en septiembre de 2008.
El 3 de marzo de 2009, y a través de Synthetic Sounds, la banda lanzó su segundo álbum titulado Voltage 2.3: Remixed and Revisited. El álbum es un remix del primero, pero incluye nuevas canciones; Welcome to the Future y versiones como Territorial Pissings, de Nirvana, y She's Lost Control, de Joy Division.
La banda ha hecho un tour con SNFU y ha sido telonero de grupos como The Birthday Massacre, Combichrist, DOA, Genitorturers, Chemlab, 16 Volt y Front Line Assembly.

## Miembros
Miembros actuales
- Kaine D3l4y - vocalista
- Jeremy Inkel - teclados, programación
- Matt Girvan - guitarra
- Denyss McKnight - guitarra, bajo
- Tim Hagberg - batería

Otros miembros
- Jared Slingerland - guitarras, programación
- Frank George Valoczy ("Comrade Skveltš") - teclados, programación

## Álbumes
La discografía de Left Spine Down se compone de un sencillo y 2 álbumes
- Smartbomb EP (2007)
- Fighting for Voltage (2008)
- Voltage 2.3: Remixed and Revisited (2009)